# Андо, Сальво
Сальваторе Андо (итал. Salvatore Andò), более известен как Сальво Андо (итал. Salvo Andò; род. 13 февраля 1945, Джарре, провинция Катания, Сицилия) — итальянский политик, министр обороны Италии (1992—1993).

## Биография
Родился 13 февраля 1945 года в Джарре. Верный соратник Беттино Кракси, входил в руководство Итальянской социалистической партии, возглавлял партийную фракцию в Палате депутатов. После громких коррупционных скандалов и развала Соцпартии принял участие в создании либерально-социалистической партии, которая в 2003 году влилась в партию итальянских демократических социалистов Энрико Боселли. Андо возглавил комиссию по подготовке программы партии. Содействовал рождению партии Роза в кулаке, впоследствии вступил в Демократическую партию. В период региональных выборов на Сицилии в 2008 году Анна Финокьяро поручила Андо редактирование предвыборной программы. Преподаёт конституционное право в Катании, с 2005 года является ректором Эннского университета Персефоны (Università Kore di Enna).
С 1979 по 1994 год состоял в социалистической фракции Палаты депутатов с 8-го по 11-й созывы.
С 28 июня 1993 по 28 апреля 1994 года являлся министром обороны в первом правительстве Амато.

## Юридическое преследование
В 1995 году прокуратура потребовала в суде восемь с половиной лет тюремного заключения для Сальво Андо и видных политиков Катании Рино Николози и Антонино Драго по обвинению в получении взяток при строительстве торгового центра Viale Africa.
Ранее, в 1993 году против Андо было возбуждено дело по подозрению в «продаже голоса» мафии (voto di scambio). 23 июля 1993 года он был арестован за получение взятки при организации общественного питания в больницах Катании, но это обвинение позднее было переквалифицировано в незаконное финансирование. По делу торгового центра Viale Africa был осуждён судом первой инстанции на пять с половиной лет, апелляционным судом — на четыре года. В 2004 году Верховный кассационный суд Италии подтвердил законность выдвинутых против Андо обвинений, но констатировал истечение срока давности.